# 아슬란 브자니야

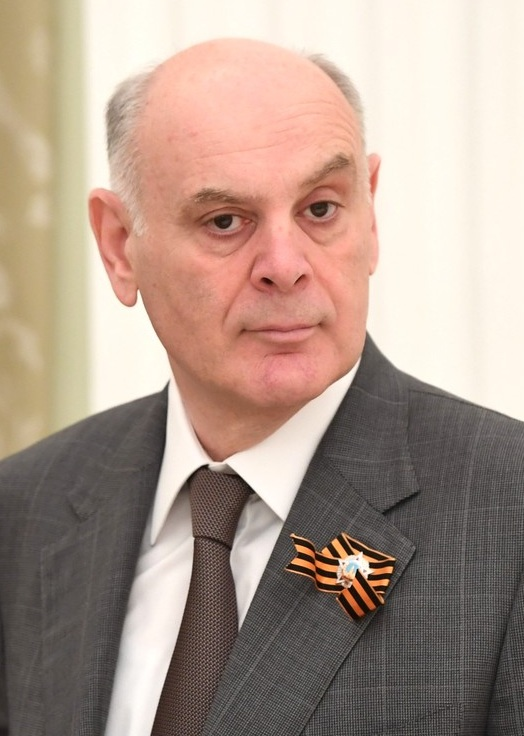
아슬란 브자니야

아슬란 게오르기예비치 브자니야(압하스어: Аслан Гьаргь-иҧа Бжьаниа, 러시아어: Аслан Георгиевич Бжания 1963년 4월 6일 타미쉬 ~ )는 압하지야의 정치인이다.
브자니야는 1985년 모스크바 자동차 도로 건설대학교에 졸업하였다. 1991년부터 1993년까지 압하지야의 국가보안국에서 복무하였다. 이후 모스크바에 사업가로 활동하였다. 2010년부터 2014년까지 압하지야 국가보안부 국장으로 역임하였다.
2020년 1월 전임 대통령인 라울 하짐바가 대통령직에 사임하여 2020년 대통령 선거에 출마하였다. 브자니야는 56.5% 득표율로 대통령 선거에 승리하였다. 4월 23일 압하지야 제5대 대통령으로 취임하였다.
| 전임 라울 하짐바 발레리 브간바(대통령 권한대행) | 제5대 압하지야의 대통령 2020년 ~ 2024년 | 후임 바드라 군바(대통령 권한대행) |